# Tour de Rijke 2005
Il Tour de Rijke 2005, diciassettesima edizione della corsa, valido come evento dell'UCI Europe Tour 2005 categoria 1.1, si svolse il 20 agosto 2005 su un percorso di 200 km. Fu vinto dall'olandese Stefan van Dijk, che terminò la gara in 4h 29' 58" alla media di 44,44 km/h.
Dei 121 ciclisti alla partenza furono 58 a portare a termine la competizione.

## Ordine d'arrivo (Top 10)
| Pos. | Corridore       | Squadra      | Tempo    |
| ---- | --------------- | ------------ | -------- |
| 1    | Stefan van Dijk | Mr Bookmaker | 4h29'58" |
| 2    | Steven de Jongh | Rabobank     | s.t.     |
| 3    | Rik Reinerink   | Shimano      | s.t.     |
| 4    | Marcel Sieberg  | Lamonta      | s.t.     |
| 5    | Aart Vierhouten | Davitamon    | s.t.     |
| 6    | Rudie Kemna     | Shimano      | s.t.     |
| 7    | Koos Moerenhout | Davitamon    | a 3"     |
| 8    | Geert Omloop    | Mr Bookmaker | a 8"     |
| 9    | Jeremy Hunt     | Mr Bookmaker | a 3'21"  |
| 10   | Kevin Sluimer   |              | a 3'22"  |